# Abyssochrysoidea
Abyssochrysoidea Tomlin, 1927 è una superfamiglia di molluschi gasteropodi della sottoclasse Caenogastropoda.

## Descrizione
Le specie della superfamiglia Abyssochrysoidea si trovano comunemente in ambienti di acque profonde, inclusi sfiati idrotermali, infiltrazioni di idrocarburi e siti di deposizione organica come legno sommerso e cascate di balene. Questi gasteropodi rappresentano una linea di discendenza relativamente antica che è persistita almeno dal Giurassico medio-tardo. Pertanto, questo gruppo di gasteropodi costituisce un sistema modello per testare le ipotesi sull'origine delle bocche idrotermali di acque profonde e della fauna delle infiltrazioni fredde.

## Tassonomia

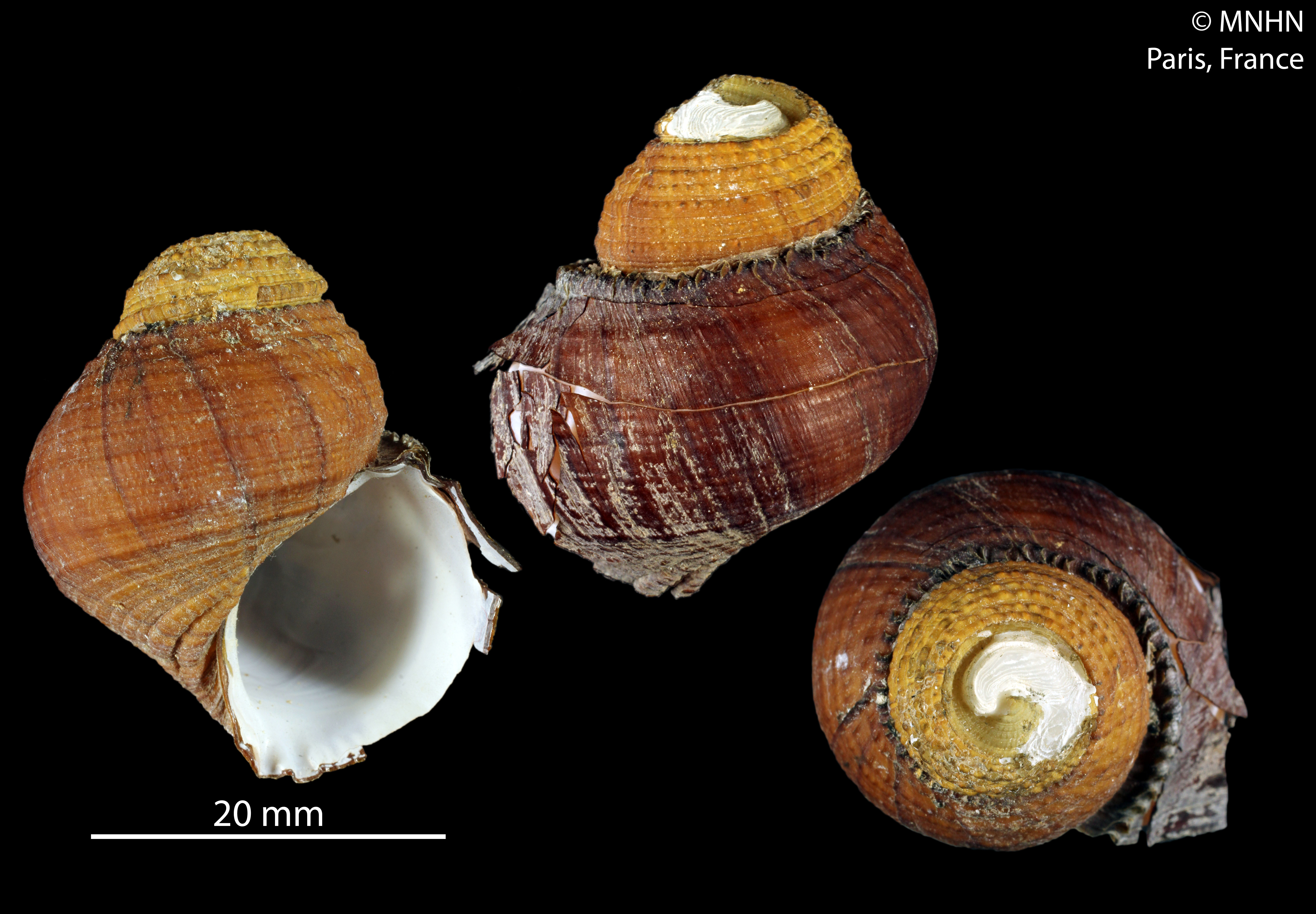
Ifremeria nautilei (Provannidae)

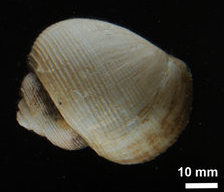
Rubyspira

La classificazione della Abyssochrysoidea deriva dagli studi di Osca et al. del 2014. La superfamiglia era stata posta nel gruppo Hypsogastropoda, una sorta di superordine dei Caenogastropoda. Successivamente questo superordine è stato abbandonato e la Abyssochrysoidea è considerata non assegnata a uno specifico ordine. Il posizionamento di Abyssochrysidae è supportato anche da altri studi sulla ultrastruttura dello sperma confrontati con quelle delle famiglie sorelle.
La superfamiglia contiene tre famiglie di cui una estinta:
- Famiglia Abyssochrysidae Tomlin, 1927
- Famiglia † Hokkaidoconchidae Kaim, R. G. Jenkins & Warén, 2008
- Famiglia Provannidae Warén & Ponder, 1991

Al gruppo appartiene anche un genere, scoperto nel 2010, a cui non è stata assegnata la famiglia:
- Genere  Rubyspira S. B. Johnson, Warén, R. W. Lee, Kano, Kaim, Davis, E. E. Strong & Vrijenhoek, 2010